# كريستوف بالمر
كريستوف بالمر (بالألمانية: Christoph Palmer )‏ (و. 1962 – م) هو سياسي، من ألمانيا، ولد في شتوتغارت، هو عضوٌ في الاتحاد الديمقراطي المسيحيشارك في الانتخابات الرئاسية الألمانية 2009.

## مناصب
تولى منصب عضو مجلس الشورى الموحد بادن فورتمبيرغ.

## روابط خارجية
- كريستوف بالمر على موقع مونزينجر (الألمانية)